# 5 września
5 września jest 248. (w latach przestępnych 249.) dniem w kalendarzu gregoriańskim. Do końca roku pozostaje 117 dni.

## Święta
- Imieniny obchodzą: Bertyn, Budziboj, Dorota, Fereol, Herakles, Herkulan, Herkules, Justyna, Peregryn, Przyboj, Racisław, Racław, Racława, Rozwita, Stronisława, Teodor, Urban, Wiktoryn i Wiktoryna
- Indie – Dzień Nauczyciela
- Starożytny Rzym – początek święta Ludi Romani
- Wspomnienia i święta w Kościele katolickim[1][2] obchodzą:
  - św. Bertyn z Sithiu (zm. ok. 700; opat)
  - św. Matka Teresa z Kalkuty (zakonnica)
  - bł. Maria od Apostołów Wüllenweber (założycielka salwatorianek; wspominana również 25 grudnia)
  - św. Wiktoryn (zm. ok. 98; biskup Amiternum w Abruzji, męczennik)
  - bł. Gentile z Matelica (zm. 1340, męczennik franciszkański)

## Wydarzenia w Polsce
- 1103 – Został uposażony klasztor benedyktynów w Mogilnie.
- 1651 – Powstanie Chmielnickiego: koło Trypola chorągwie dowodzone przez hetmana Marcina Kalinowskiego wciągnęły w zasadzkę i doszczętnie wybiły 3 tys. Kozaków z grupy Wasyla Zołotarenki.
- 1655 – Potop szwedzki: wojska szwedzkie zdobyły Sochaczew.
- 1793 – Obrączkowe zaćmienie Słońca widoczne w północnej Polsce.
- 1914 – Józef Piłsudski utworzył w Kielcach Polską Organizację Narodową.
- 1922 – Premiera filmu niemego Zazdrość w reżyserii Wiktora Biegańskiego.
- 1924 – We Lwowie ukraiński student Teofil Olszewski dokonał nieudanego zamachu na prezydenta RP Stanisława Wojciechowskiego.
- 1926 – Na starym stadionie Wisły Kraków rozegrano finał pierwszej w historii i jedynej w okresie międzywojennym edycji piłkarskiego Pucharu Polski, w którym gospodarze pokonali Spartę Lwów 2:1.
- 1932 – Została uruchomiona Elektrociepłownia Kalisz-Piwonice.
- 1939 – Kampania wrześniowa:
  - Pod Serockiem Niemcy rozstrzelali kilkudziesięciu wziętych do niewoli żołnierzy Armii „Pomorze”.
  - Po zajęciu miasta przez Niemców rozpoczęły się represje wobec ludności cywilnej Bydgoszczy, będące odwetem za zdławienie niemieckiej akcji dywersyjnej w dniach 3-4 września.
  - W Krasnosielcu koło Makowa Mazowieckiego niemieccy żołnierze dokonali masakry ok. 50 Żydów.
  - Zakończyła się bitwa w Borach Tucholskich.
- 1942 – rozpoczęcie tzw. Wielkiej Szpery – masowej deportacji Żydów z łódzkiego getta, niezdolnych do pracy, do obozu zagłady w Chełmnie nad Nerem. W jej wyniku zginęło kilkaset osób oraz deportowano ponad 15 tys. osób, które następnie zginęły w komorach gazowych.
- 1944 – 36. dzień powstania warszawskiego: oddziały powstańcze wycofały się z Elektrowni przy ul. Tamka na Powiślu; wymordowanie kompanii porucznika „Poboga”.
- 1946 – Najwyższy Trybunał Narodowy w Krakowie skazał na karę śmierci Austriaka Amona Götha, jednego z największych zbrodniarzy nazistowskich, m.in. komendanta obozu koncentracyjnego Plaszow oraz likwidatora gett żydowskich w Krakowie i Tarnowie.
- 1948 – Otwarto Muzeum Mikołaja Kopernika we Fromborku.
- 1953 – Premiera komedii filmowej Sprawa do załatwienia w reżyserii Jana Rybkowskiego.
- 1959 – Wyemitowano premierowe wydanie magazynu telewizyjnego poświęconego kulturze i sztuce Pegaz.
- 1969 – Odsłonięto Pomnik Walki i Męczeństwa Ziemi Bydgoskiej w Bydgoszczy.
- 1971 – Premiera filmu Niedziela Barabasza w reżyserii Janusza Kondratiuka.
- 1975 – Wydano Kodeks ucznia.
- 1976 – Janusz Kowalski wygrał 33. Tour de Pologne.
- 1977 – Premiera filmu Milioner w reżyserii Sylwestra Szyszki.
- 1980:
  - Premiera komedii filmowej Grzeszny żywot Franciszka Buły w reżyserii Janusza Kidawy.
  - Zwołane w trybie nadzwyczajnym VI Plenum KC PZPR zwolniło Edwarda Gierka ze stanowiska I sekretarza partii „ze względu na zły stan zdrowia”.
- 1981 – W Gdańsku rozpoczął się I Krajowy Zjazd Delegatów NSZZ „Solidarność”.
- 1983 – Premiera filmu psychologicznego Pensja pani Latter w reżyserii Stanisława Różewicza.
- 1986 – Premiera filmu psychologicznego Jezioro Bodeńskie w reżyserii Janusza Zaorskiego.
- 1990 – Komisja Krajowa NSZZ „Solidarność” odebrała „Gazecie Wyborczej“ prawo do posługiwania się symbolem „Solidarności” na stronie tytułowej.
- 1991 – Polska i Litwa wznowiły stosunki dyplomatyczne.
- 1992 – Dokonano oblotu szybowca Klasy Światowej PW-5 Smyk.
- 1993 – W wyniku pożaru w zajezdni tramwajowej w Grudziądzu zniszczeniu uległo 11 wozów.
- 1994: 
  - Na antenie TVP1 wyemitowano pierwszy odcinek amerykańskiego serialu Moda na sukces.
  - Wystartowała TVP Regionalna.
- 2004 – W Parku Południowym we Wrocławiu odsłonięto pomnik Fryderyka Chopina.
- 2007 – W fabryce w Tychach zjechał z linii montażowej milionowy egzemplarz Fiata Panda.
- 2008 – Sejm RP przyjął ustawę o utworzeniu Zachodniopomorskiego Uniwersytetu Technologicznego w Szczecinie.
- 2011 – Wyemitowano premierowe wydanie programu informacyjnego Polonia 24 w TVP Polonia.
- 2014 – W Olsztynie otwarto Galerię Warmińską.
- 2023 – Podczas IV sesji Kapituły Generalnej Kościoła Starokatolickiego Mariawitów kapł. Jarosław Maria Jan Opala został wybrany na urząd Biskupa Naczelnego Kościoła oraz biskupa diecezji warszawsko-płockiej, zaś kapł. Maria Daniel Mames na urząd biskupa-koadiutora Prowincji Francuskiej[3].

## Wydarzenia na świecie

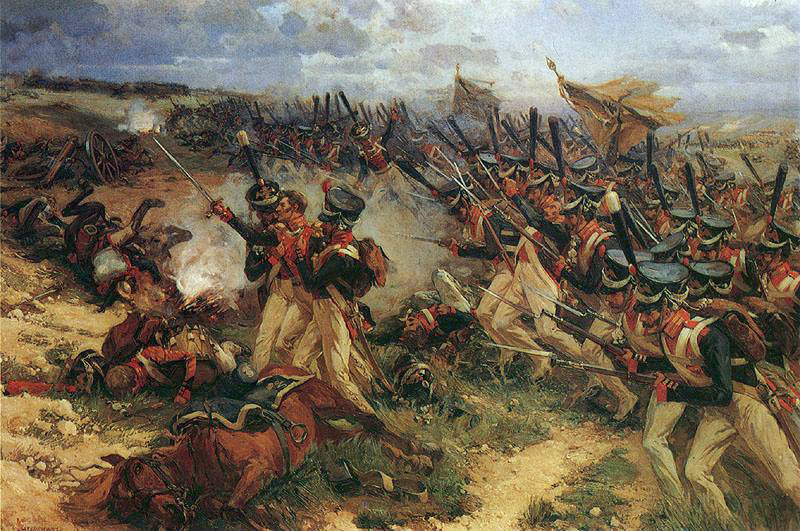
Bitwa pod Borodino (1812) na obrazie Nikołaja Siemienowicza Samokisza.

- 322 p.n.e. – Wojna lamijska: decydujące zwycięstwo wojsk macedońskich nad ateńskimi w bitwie pod Krannon.
- 1494 – Portugalia ratyfikowała traktat z Tordesillas dotyczący podziału stref wpływów w Nowym Świecie między nią a Hiszpanią.
- 1536 – Papież Paweł III erygował diecezję Cuzco w Peru.
- 1559 – Rozpoczęło się konklawe, które 25 grudnia wybrało na papieża Piusa IV w miejsce zmarłego Pawła IV.
- 1580 – I wojna polsko-rosyjska: po pięciodniowym oblężeniu wojska polsko-węgierskie zdobyły Wielkie Łuki. W trakcie rabowania palącej się twierdzy doszło do eksplozji prochowni, w wyniku której zginęło 200 Polaków i Węgrów oraz większość załogi moskiewskiej.
- 1661 – Został aresztowany prokurator generalny parlamentu i nadintendent finansów Nicolas Fouquet.
- 1666 – Zakończył się wielki pożar Londynu.
- 1697 – Wojna króla Wilhelma: zwycięstwo floty francuskiej nad angielską w bitwie w Zatoce Hudsona.
- 1698 – Car Rosji Piotr I Wielki wprowadził podatek od posiadania brody.
- 1699 – Louis Phélypeaux został kanclerzem Francji.
- 1723 – Cesarz Niemiec Karol VI Habsburg został koronowany na króla Czech.
- 1735 – W Wiedniu podpisano preliminaria pokojowe pomiędzy Francją a Austrią.
- 1774 – W Filadelfii w Pensylwanii zebrał się I Kongres Kontynentalny.
- 1781 – Wojna o niepodległość Stanów Zjednoczonych: zwycięstwo floty francuskiej nad brytyjską w bitwie w Zatoce Chesapeake.
- 1793 – Obrączkowe zaćmienie Słońca widoczne nad Islandią, Danią, Polską, Ukrainą, Turcją, Azerbejdżanem, Iranem, Afganistanem, Pakistanem i Indiami.
- 1798 – Rewolucja irlandzka: zwycięstwo wojsk irlandzko-francuskich nad brytyjskimi w bitwie pod Collooney.
- 1807 – Kapitulacją Kopenhagi i przejęciem floty duńskiej przez Royal Navy zakończyła się kombinowana brytyjska operacja morsko-lądowa, połączona z bombardowaniem miasta (16 sierpnia-5 września).
- 1812 – Inwazja Napoleona na Rosję: rozpoczęła się bitwa pod Borodino.
- 1816 – Król Francji Ludwik XVIII rozwiązał Izbę Deputowanych, co oficjalnie zakończyło tzw. „biały terror” skierowany wobec osób podejrzanych o sympatie rewolucyjne lub bonapartystowskie.
- 1838 – Otwarto Centraal Museum w holenderskim Utrechcie.
- 1840 – W mediolańskiej La Scali odbyła się premiera opery komicznej Dzień panowania Giuseppe Verdiego.
- 1847 – Kitsos Dzawelas został premierem Grecji.
- 1862 – Wojna z Dakotami: zwycięstwo wojsk amerykańskich w bitwie pod Whitestone Hill.
- 1869 – Rozpoczęto budowę zamku Neuschwanstein w Bawarii.
- 1879 – Claude Monet namalował portret Camille na łożu śmierci, przedstawiający jego umierającą na raka żonę.
- 1891 – W Zagrzebiu uruchomiono pierwszą linię tramwaju konnego.
- 1895 – Papież Leon XIII ogłosił encyklikę Adiutricem.
- 1901 – Na ulice Sztokholmu wyjechały pierwsze tramwaje elektryczne.
- 1905 – W Portsmouth w amerykańskim stanie New Hampshire podpisano traktat pokojowy kończący wojnę rosyjsko-japońską.
- 1909 – Na Wybrzeżu Szkieletowym w północnej Namibii osiadł na mieliźnie niemiecki statek „Eduard Bohlen”, którego wrak znajduje się tam do dzisiaj.
- 1910 – Maria Skłodowska-Curie i André-Louis Debierne ogłosili odkrycie metody izolowania czystego radu z chlorku radu.
- 1914 – I wojna światowa:
  - Niemiecki SM U-21 zatopił należący do Royal Navy lekki krążownik HMS „Pathfinder”. Było to pierwsze w historii zatopienie wrogiej jednostki za pomocą torpedy wystrzelonej z okrętu podwodnego.
  - Rozpoczęła się I bitwa nad Marną.
- 1915 – Rozpoczęła się konferencja w Zimmerwaldzie w Szwajcarii z udziałem europejskich działaczy socjalistycznych, zarówno reprezentantów nurtu rewolucyjnego, jak i socjaldemokratów.
- 1916:
  - I wojna światowa: rozpoczęła się bitwa pod Dobriczem pomiędzy armią bułgarską a połączonymi wojskami rumuńsko-rosyjskimi.
  - Premiera amerykańskiego filmu niemego Nietolerancja w reżyserii Davida W. Griffitha.
- 1917 – I wojna światowa: niemiecki okręt podwodny SM U-88 zatonął z nieznanych przyczyn niedaleko wybrzeży Holandii, w wyniku czego zginęła cała, 43-osobowa załoga.
- 1918 – W reakcji na nieudany zamach na Włodzimierza Lenina 30 sierpnia i równoległy, udany zamach w Piotrogrodzie na przewodniczącego tamtejszego Czeka Moisieja Urickiego, Rada Komisarzy Ludowych RFSRR wydała 4 i 5 września dekrety wprowadzające formalnie tzw. „czerwony terror” i udzielejące Czeka nieograniczonych pełnomocnictw w tym zakresie.
- 1928 – Kosta Kotta został premierem Albanii.
- 1931 – Stały Trybunał Sprawiedliwości Międzynarodowej w Hadze odrzucił projekt unii celnej między Niemcami a Austrią.
- 1933 – Założono belgijski klub piłkarski KVC Westerlo.
- 1936 – Beryl Markham jako pierwsza kobieta przeleciała samotnie samolotem nad Oceanem Atlantyckim w trudniejszym kierunku zachodnim.
- 1938 – W Santiago de Chile doszło do nieudanej próby zamachu stanu podjętej przez członków Narodowosocjalistycznego Ruchu Chile.
- 1939:
  - Dokonano oblotu prototypu litewskiego samolotu rozpoznawczo-bombowego ANBO-VIII.
  - Jan Smuts został po raz drugi premierem Związku Południowej Afryki.
  - USA ogłosiły neutralność w II wojnie światowej.
- 1940 – Gen. Ion Antonescu został premierem Rumunii.
- 1941 – Atak Niemiec na ZSRR: ok. 1500 Żydów zostało rozstrzelanych we wsi Pawołocz na Ukrainie przez oddział Einsatzgruppen.
- 1942 – II wojna światowa w Afryce: taktycznym zwycięstwem aliantów zakończyła się bitwa pod Alam Halfa.
- 1944:
  - Štefan Tiso został premierem Słowacji.
  - W Londynie rządy emigracyjne Belgii, Holandii i Luksemburga zawarły traktat powołujący Unię Celną Krajów Beneluxu.
  - ZSRR wypowiedział wojnę Bułgarii.
- 1945:
  - Dokonano oblotu amerykańskiego wojskowego samolotu transportowego Douglas C-74 Globemaster.
  - Szyfrant radzieckiej ambasady w Ottawie Igor Guzenko opuścił służbę i przekazał Kanadyjczykom 109 dokumentów dotyczących działalności szpiegowskiej GRU w Kanadzie i USA, między innymi na temat wykradania tajemnic nuklearnych i metod osadzania tak zwanych uśpionych szpiegów.
  - Wojska brytyjskie wkroczyły do Singapuru.
- 1946 – Zacieśniono współpracę między amerykańską i brytyjską strefą okupacyjną Niemiec.
- 1948:
  - Robert Schuman po raz drugi został mianowany premierem Francji, jednak nie zdołał utworzyć rządu.
  - Założono rumuński klub piłkarski CS Universitatea Craiova.
- 1950 – Na japońskiej wyspie Honsiu utworzono Park Narodowy Bandai-Asahi.
- 1957 – Rewolucja kubańska: doszło do buntu w bazie morskiej Cienfuegos. W trakcie walk zginęło ok. 200 marynarzy, 600 cywilów i 100 żołnierzy wojsk rządowych.
- 1960:
  - Pierwszy premier Demokratycznej Republiki Konga Patrice Lumumba został usunięty ze stanowiska przez prezydenta Josepha Kasavubu.
  - Podczas XVII Letnich Igrzysk Olimpijskich w Rzymie Kazimierz Paździor zdobył złoty medal w bokserskiej wadze lekkiej.
- 1961 – Prezydent USA John F. Kennedy zapowiedział wznowienie po 3 latach amerykańsko-radzieckiego moratorium testów broni atomowej.
- 1962 – Na jedną z głównych ulic miasta Manitowoc w stanie Wisconsin spadł ważący ponad 9 kg fragment radzieckiego satelity Korabl-Sputnik 1.
- 1964 – Wystrzelono amerykańskiego satelitę geofizycznego OGO 1.
- 1965 – Powstała Organizacja Bojowników Ludowych Iranu.
- 1969 – Premiera francusko-włoskiego thrillera psychologicznego Niech bestia zdycha w reżyserii Claude’a Chabrola.
- 1970 – Podczas treningu przed wyścigiem o Grand Prix Włoch zginął w wypadku Austriak Jochen Rindt z zespołu Lotus, ówczesny lider klasyfikacji generalnej i późniejszy jedyny pośmiertny mistrz świata Formuły 1.
- 1972 – Masakra w Monachium: podczas XX Letnich Igrzysk Olimpijskich w Monachium palestyńska organizacja terrorystyczna „Czarny Wrzesień” wzięła w wiosce olimpijskiej 9 izraelskich sportowców jako zakładników. W czasie ataku zginęli stawiający opór napastnikom trener zapasów Mosze Weinberg i sztangista Josef Romano.
- 1974 – Ukazał się album Dancing Machine amerykańskiej grupy The Jackson 5.
- 1975:
  - Ukazał się album Minstrel in the Gallery brytyjskiej grupy Jethro Tull.
  - W przeprowadzonym przez Prowizoryczną Irlandzką Armię Republikańską zamachu bombowym na hotel Hilton w Londynie zginęły 2 osoby, 63 zostały ranne.
  - W Sacramento w Kalifornii 26-letnia Lynette Fromme usiłowała zastrzelić prezydenta Geralda Forda.
- 1976:
  - Premiera The Muppet Show.
  - Prezydent Republiki Środkowoafrykańskiej Jean-Bédel Bokassa zdymisjonował rząd i powołał w jego miejsce Środkowoafrykańską Radę Rewolucyjną.
- 1977:
  - NASA wystrzeliła sondę kosmiczną Voyager 1, obecnie najodleglejszy i ciągle działający obiekt wysłany w kosmos przez człowieka.
  - Terroryści z Frakcji Czerwonej Armii (RAF) uprowadzili zachodnioniemieckiego biznesmena Hannsa Martina Schleyera, zabijając w trakcie akcji trzech policjantów.
- 1978:
  - Papież Jan Paweł I udzielił audiencji metropolicie Leningradu i Nowogrodu Nikodemowi. W trakcie tego pierwszego od 500 lat oficjalnego spotkania wysokiego przedstawiciela rosyjskiej Cerkwi prawosławnej ze zwierzchnikiem Kościoła katolickiego Nikodem nagle zasłabł i umarł na rękach papieża.
  - W rezydencji amerykańskich prezydentów Camp David rozpoczęły się izraelsko-egipskie rozmowy pokojowe między premierem Menachemem Beginem a prezydentem Anwarem Sadatem. W rozmowach brał też udział prezydent USA Jimmy Carter.
- 1980 – Otwarto najdłuższy wówczas na świecie Tunel drogowy Świętego Gotarda w Szwajcarii.
- 1983 – Zakończyła się misja STS-8 wahadłowca Challenger.
- 1984 – Zakończyła się pierwsza misja wahadłowca Discovery
- 1986 – Na lotnisku w Karaczi pakistańscy antyterroryści odbili uprowadzony przez członków Organizacji Abu Nidala samolot należący do Pan American World Airways Boeing 747 z 379 osobami na pokładzie. Z rąk terrorystów zginęło 20 pasażerów, a 120 zostało rannych.
- 1987 – Wojna czadyjsko-libijska: ponad 1000 osób zginęło w wyniku rajdu wojsk czadyjskich na libijską bazę lotniczą Maaten al-Sarra.
- 1989 – Rozpoczęła się misja załogowa statku Sojuz TM-8 na stację orbitalną Mir.
- 1991 – Rada Najwyższa ZSRR przyjęła przedstawiony przez Michaiła Gorbaczowa plan funkcjonowania państwa w okresie przejściowym. Utworzono Radę Państwa ZSRR, składającą się z prezydentów republik i Gorbaczowa.
- 1993 – W stolicy Somalii Mogadiszu zginęło w zasadzce 7 nigeryjskich żołnierzy sił pokojowych ONZ, 6 zostało rannych, a 1 porwany.
- 1995 – Francja przeprowadziła pierwszą z serii kontrowersyjnych prób jądrowych na atolu Mururoa.
- 1996 – Ramzi Yousef i dwóch innych islamskich ekstremistów zostało uznanych przez sąd w Nowym Jorku winnymi planowania zamachów na 12 amerykańskich samolotów pasażerskich.
- 1997:
  - 12 izraelskich komandosów zginęło w zasadzce w południowo-zachodnim Libanie.
  - Podczas sesji MKOl w Lozannie wybrano Ateny na organizatora XXIX Letnich Igrzysk Olimpijskich w 2004 roku.
- 2000 – Tuvalu zostało członkiem ONZ.
- 2002 – W ręce greckiej policji oddał się Dimitris Koufodinas, odpowiedzialny za operacje terrorystyczne przeprowadzane przez marksistowską Organizację Rewolucyjną 17 listopada.
- 2004 – Na daczy zastępcy przewodniczącego Ukraińskiej Służby Bezpieczeństwa doszło do próby otrucia dioksyną kandydata opozycji w wyborach prezydenckich na Ukrainie Wiktora Juszczenki.
- 2005:
  - 46 osób zginęło w pożarze Pałacu Kultury w Bani Suwajf w środkowym Egipcie.
  - W Medan na Sumatrze podczas próby startu rozbił się Boeing 737 należący do Mandala Airlines, w wyniku czego zginęło 100 spośród 117 osób na pokładzie oraz 44 mieszkańców miasta, a 26 zostało rannych.
- 2006:
  - Prezydent Rosji Władimir Putin przybył z pierwszą w historii wizytą na tym szczeblu do RPA.
  - Rząd Pakistanu zawarł układ pokojowy ze starszyzną prowincji Waziristan.
- 2008 – Nikaragua uznała niepodległość Abchazji i Osetii Południowej.
- 2010 – W Mołdawii odbyło się uznane za nieważne z powodu zbyt niskiej frekwencji referendum w sprawie bezpośredniego wyboru prezydenta.
- 2012 – Dżantörö Satybałdijew został premierem Kirgistanu.
- 2013 – Oumar Tatam Ly został premierem Mali.
- 2017 – Wojna domowa w Syrii: wspierane przez Rosjan wojska rządowe przerwały po trzech latach oblężenie miasta Dajr az-Zaur przez bojowników z Państwa Islamskiego.
- 2021 – Prezydent Gwinei Alpha Condé został obalony w wojskowym zamachu stanu kierowanym przez płka Mamady’ego Doumbouyę.

## Eksploracja kosmosu
- 2008 – Sonda Rosetta przeleciała w odległości 800 km od planetoidy (2867) Šteins.

## Urodzili się
- 1187 – Ludwik VIII Lew, król Francji (zm. 1226)
- 1269 – Agnieszka Przemyślidka, królowa czeska (zm. 1296)
- 1319 – Piotr IV, król Aragonii (zm. 1387)
- 1451 – Izabela Neville, angielska arystokratka (zm. 1476)
- 1533 – Jacopo Zabarella, włoski filozof (zm. 1589)
- 1541 – Roberto de’ Nobili, włoski kardynał (zm. 1559)
- 1567 – Masamune Date, japoński samuraj (zm. 1636)
- 1568 – Tommaso Campanella, włoski filozof, teolog, poeta (zm. 1639)
- 1593 – Orazio Riminaldi, włoski malarz (zm. 1630)
- 1638 – Ludwik XIV, król Francji (zm. 1715)
- 1652 – (data chrztu) William Dampier, angielski żeglarz, odkrywca, przyrodnik, korsarz (zm. 1715)
- 1665 – Louis-Antoine Pardaillan de Gondrin, francuski arystokrata, dowódca wojskowy (zm. 1736)
- 1667 – Giovanni Gerolamo Saccheri, włoski jezuita, matematyk (zm. 1733)
- 1694 – František Václav Miča, czeski kompozytor (zm. 1744)
- 1695 – Carl Gustaf Tessin, szwedzki polityk (zm. 1770)
- 1701 – Johan Pieter Recxstoot, holenderski polityk (zm. 1756)
- 1703 – Tekla Róża Radziwiłłówna, polska i litewska księżna (zm. 1747)
- 1722 – Fryderyk Krystian Wettyn, elektor Saksonii (zm. 1763)
- 1725 – Jean-Étienne Montucla, francuski matematyk (zm. 1799)
- 1733 – Christoph Martin Wieland, niemiecki pisarz (zm. 1813)
- 1735 – Johann Christian Bach, niemiecki kompozytor (zm. 1782)
- 1744 – Michał Franciszek de la Gardette, francuski duchowny katolicki, męczennik, błogosławiony (zm. 1792)
- 1750 – Robert Fergusson, szkocki poeta (zm. 1774)
- 1765 – John Gaillard, amerykański polityk, senator (zm. 1826)
- 1771 – Karol Ludwik Habsburg, arcyksiążę austriacki, książę cieszyński, dowódca wojskowy (zm. 1847)
- 1774 – Caspar David Friedrich, niemiecki malarz (zm. 1840)
- 1785 – Antonín Marek, czeski prozaik, poeta, tłumacz (zm. 1877)
- 1788 – Jean-Pierre Abel-Rémusat, francuski lekarz, sinolog (zm. 1832)
- 1791 – Giacomo Meyerbeer, niemiecki kompozytor, dyrygent (zm. 1864)
- 1792 – Pierre-Armand Dufrénoy, francuski geolog, mineralog, inżynier górniczy (zm. 1857)
- 1795 – Étienne-Paschal Taché, kanadyjski polityk, premier prowincji Kanady (zm. 1865)
- 1802 – Modestino, włoski franciszkanin, błogosławiony (zm. 1854)
- 1805 – Ludwik Bartłomiej Brynk, polski duchowny katolicki, biskup pomocniczy łucki i żytomierski, administrator diecezji kamienieckiej (zm. 1874)
- 1806 – Louis Juchault de Lamoricière, francuski generał, polityk (zm. 1865)
- 1808 – Ludwig Becker, niemiecki i australijski podróżnik, przyrodnik, artysta (zm. 1861)
- 1810 – Cezary Plater, polski działacz niepodległościowy i emigracyjny, uczestnik powstania listopadowego (zm. 1869)
- 1814 – Maurycy Kabat, polski prawnik (zm. 1890)
- 1816 – Charles Lasègue, francuski lekarz (zm. 1883)
- 1817 – Aleksiej Tołstoj, rosyjski pisarz (zm. 1875)
- 1827 – Goffredo Mameli, włoski patriota, prozaik, poeta, autor słów do hymnu Włoch (zm. 1849)
- 1829:
  - Josef Václav Frič, czeski poeta, prozaik, dziennikarz, polityk, działacz odrodzenia narodowego (zm. 1890)
  - Placido Maria Schiaffino, włoski kardynał (zm. 1889)
- 1831 – Victorien Sardou, francuski dramaturg (zm. 1908)
- 1832:
  - Siergiej Botkin, rosyjski lekarz (zm. 1889)
  - Jan Józef Lataste, francuski dominikanin, błogosławiony (zm. 1869)
- 1834:
  - Franz von Ballestrem, niemiecki posiadacz ziemski, przemysłowiec, polityk (zm. 1910)
  - Salvador Casañas i Pagès, hiszpański duchowny katolicki, biskup Seo de Urgel i współksiążę episkopalny Andory, arcybiskup Barcelony, kardynał (zm. 1908)
- 1835 – Rasmus Malling-Hansen, duński teolog protestancki, nauczyciel, wynalazca (zm. 1890)
- 1840 – Wincenty Sękowski, polski duchowny katolicki, generał zakonu marianów (zm. 1911)
- 1843 – Józefina Gabriela Bonino, włoska zakonnica, błogosławiona (zm. 1906)
- 1845:
  - Maria Magdalena od Męki Pańskiej, włoska zakonnica, błogosławiona (zm. 1921)
  - Gustav Thies, niemiecki aktor, reżyser, dyrektor teatru, prozaik, dramaturg (zm. 1918)
- 1847 – Jesse James, amerykański bandyta, rewolwerowiec (zm. 1882)
- 1848 – Elia Millosevich, włoski astronom (zm. 1919)
- 1850 – Eugen Goldstein, niemiecki fizyk (zm. 1930)
- 1851 – Felix Boehmer, niemiecki prawnik, polityk, historiograf Pomorza (zm. 1920)
- 1856 – Thomas E. Watson, amerykański polityk, senator (zm. 1922)
- 1858 – Alexandru Vlahuță, rumuński poeta, prozaik (zm. 1919)
- 1860 – Karol Stefan Habsburg, austriacki arcyksiążę, admirał (zm. 1933)
- 1861:
  - Kazimierz Kaden, polski pediatra, właściciel Rabki (zm. 1917)
  - Albert Mensdorff-Pouilly-Dietrichstein, austriacki hrabia, dyplomata (zm. 1945)
- 1867 – Amy Beach, amerykańska pianistka, kompozytorka (zm. 1944)
- 1868 – Maurice Caullery, francuski biolog, parazytolog (zm. 1958)
- 1869:
  - Iwan Dutczak, ukraiński polityk (zm. ?)
  - José Gutiérrez Guerra, boliwijski ekonomista, polityk, prezydent Boliwii (zm. 1929)
  - Karolina Maria Toskańska, arcyksiężniczka austriacka (zm. 1945)
- 1870 – Wołodymyr Sikewycz, ukraiński generał-chorąży, polityk (zm. 1952)
- 1871 – Friedrich Akel, estoński polityk, głowa państwa (zm. 1941)
- 1872:
  - Horace Rice, australijski tenisista (zm. 1950)
  - Anton Staus, niemiecki astronom, mechanik (zm. 1955)
- 1873 – Roman Nitsch, polski lekarz, serolog, bakteriolog (zm. 1943)
- 1874 – Nap Lajoie, amerykański baseballista (zm. 1959)
- 1876:
  - Wilhelm von Leeb, niemiecki feldmarszałek (zm. 1956)
  - Łukasz Siemiątkowski, polski przestępca, działacz PPS, uczestnik podziemia antyhitlerowskiego (zm. 1944)
- 1877 – Hans Mayr, austriacki porucznik, architekt, inżynier (zm. 1918)
- 1880:
  - Władysław Gdula, polski malarz (zm. 1956)
  - Józef Maria z Manili, filipiński kapucyn, męczennik, błogosławiony (zm. 1936)
- 1881:
  - Richard Bienert, czeski polityk kolaboracyjny (zm. 1949)
  - Ben Payne, brytyjski aktor, reżyser (zm. 1976)
  - Henry Maitland Wilson, brytyjski generał, marszałek polny (zm. 1964)
- 1884 – Jenő Serényi, węgierski taternik, alpinista, narciarz, prawnik (zm. 1915)
- 1885 – Désiré Defauw, amerykański dyrygent, skrzypek pochodzenia belgijskiego (zm. 1960)
- 1888 – Sarvepalli Radhakrishnan, indyjski filozof, dyplomata, polityk, prezydent Indii (zm. 1975)
- 1890 – Walter Weiss, niemiecki generał pułkownik (zm. 1967)
- 1891 – Pierre-Alfred Chappuis, szwajcarski hydrobiolog, entomolog, speleolog (zm. 1960)
- 1892:
  - Hugo Viktor Österman, fiński generał pochodzenia szwedzkiego (zm. 1975)
  - József Szigeti, amerykański skrzypek, pedagog pochodzenia węgierskiego (zm. 1973)
- 1896:
  - Albert Becker, austriacki szachista (zm. 1984)
  - Heimito von Doderer, austriacki pisarz (zm. 1966)
  - Karl Ebb, fiński wszechstronny sportowiec (zm. 1988)
  - Sirarpie Der Nersessian, ormiańska historyk sztuki, bizantynolog (zm. 1989)
  - Kurt von Schmalensee, szwedzki architekt (zm. 1972)
- 1897:
  - Kazimierz Iranek-Osmecki, polski pułkownik dyplomowany piechoty (zm. 1984)
  - Wacław Matyszczak, polski podchorąży (zm. ?)
  - Arthur Nielsen, amerykański tenisista, działacz sportowy, analityk handlu (zm. 1980)
  - Wacław Solski, polski pisarz (zm. 1990)
- 1898 – Stasys Lozoraitis, litewski dyplomata, polityk (zm. 1983)
- 1899 – Georg Leibbrandt, niemiecki polityk nazistowski (zm. 1982)
- 1900:
  - Andrzej (Suchenko), ukraiński biskup prawosławny (zm. 1973)
  - Efrajim Taburi, izraelski polityk (zm. 1957)
- 1901:
  - Julo Levin, niemiecki malarz pochodzenia żydowskiego (zm. 1943)
  - Mario Scelba, włoski polityk, premier Włoch (zm. 1991)
  - Charles Sterling, francuski historyk sztuki pochodzenia żydowskiego (zm. 1991)
- 1902:
  - Antoni Brochwicz-Lewiński, polski generał brygady (zm. 1990)
  - Michał Jaworski, polski kompozytor (zm. 1939)
  - Darryl F. Zanuck, amerykański aktor, reżyser, scenarzysta i producent filmowy (zm. 1979)
- 1903 – Shikō Munakata, japoński drzeworytnik (zm. 1975)
- 1904 – Anders Lange, norweski dziennikarz, polityk (zm. 1974)
- 1905 – Arthur Koestler, brytyjski pisarz, dziennikarz, parapsycholog pochodzenia węgiersko-żydowskiego (zm. 1983)
- 1906:
  - Jan Ostoja Matłachowski, polski polityk (zm. 1989)
  - Marian Wnuk, polski rzeźbiarz, pedagog (zm. 1967)
- 1907 – Otton Lipkowski, polski pedagog (zm. 1982)
- 1908:
  - Edoardo Amaldi, włoski fizyk jądrowy, wykładowca akademicki (zm. 1989)
  - José Fernández Díaz, kubański piosenkarz, autor tekstów (zm. 1979)
  - William Hawi, libański polityk, działacz piłkarski (zm. 1976)
- 1909 – Hellmut Homberg, niemiecki inżynier budownictwa (zm. 1990)
- 1910 – Włodzimierz Głowacki, polski jachtowy kapitan żeglugi wielkiej, instruktor i działacz żeglarski, dziennikarz, pisarz (zm. 1995)
- 1912:
  - John Cage, amerykański kompozytor (zm. 1992)
  - Kristina Söderbaum, szwedzka aktorka (zm. 2001)
  - Frank Thomas, amerykański animator (zm. 2004)
  - Günther-Eberhardt Wisliceny, niemiecki SS-Sturmbannführer (zm. 1985)
- 1913:
  - Jarbas Baptista, brazylijski piłkarz (zm. ?)
  - Kathleen Burke, amerykańska aktorka (zm. 1980)
- 1914:
  - Leokadia Halicka-Warman, polska aktorka, tancerka (zm. 2001)
  - Nicanor Parra, chilijski matematyk, poeta (zm. 2018)
- 1915:
  - Gunnar Åhs, szwedzki bobsleista (zm. 1994)
  - Georges Guibert, francuski duchowny katolicki, biskup Saint-Denis-de-la-Réunion (zm. 1997)
  - Horst Sindermann, wschodnioniemiecki polityk komunistyczny (zm. 1990)
- 1916 – Allan Louisy, polityk z Saint Lucia, premier (zm. 2011)
- 1917
  - Maria Palmer, austriacko-amerykańska aktorka (zm. 1981)
  - Józef Sażycz, białoruski działacz narodowy i kulturalny, polityk emigracyjny (zm. 2007)
- 1918:
  - Luis Alcoriza, meksykański aktor, reżyser i scenarzysta filmowy (zm. 1992)
  - Józef Olejniczak, polski żużlowiec, trener (zm. 2001)
  - Władysław Wrężlewicz, polski chirurg (zm. 1997)
- 1919:
  - Irena Kondracka, polska szachistka (zm. 1990)
  - Włado Maleski, jugosłowiański działacz komunistyczny, pisarz, publicysta, wydawca (zm. 1984)
- 1920:
  - Silvestre Igoa, hiszpański piłkarz narodowości baskijskiej (zm. 1969)
  - Fons Rademakers, holenderski aktor, reżyser filmowy (zm. 2007)
  - Oleg Retuow, rosyjski chemik, wykładowca akademicki (zm. 1998)
- 1921: 
  - Karl Decker, austriacki piłkarz, trener (zm. 2005)
  - Farida, królowa Egiptu (zm. 1988)
  - Elżbieta Szczodrowska, polska rzeźbiarka (zm. 2009)
  - Jack Valenti, amerykański pilot wojskowy, działacz filmowy pochodzenia włoskiego (zm. 2007)
- 1922:
  - Mordechaj Gazit, izraelski dowódca wojskowy, dyplomata (zm. 2016)
  - Zbigniew Mikołajewski, polski architekt (zm. 2008)
- 1923:
  - Gustavo Rojo, urugwajski aktor (zm. 2017)
  - Romuald Żyliński, polski kompozytor (zm. 2013)
- 1924:
  - Riccardo Cucciolla, włoski aktor (zm. 1999)
  - Krystyna Moszumańska-Nazar, polska kompozytorka, pedagog (zm. 2008)
  - Edward Woźniak, polski pułkownik, dziennikarz i działacz sportowy (zm. 1983)
- 1925:
  - Wiktor Iwoń, polski pułkownik pilot (zm. 2013)
  - Patrick Leo McCartie, brytyjski duchowny katolicki, biskup Northampton (zm. 2020)
  - Irena Sroczyńska, polska działaczka związkowa, polityk, poseł na Sejm PRL (zm. 2001)
- 1926:
  - Julian Boss-Gosławski, polski rzeźbiarz (zm. 2012)
  - Aleksandr Ijewlew, radziecki polityk (zm. 2004)
  - Leonard Spychalski, polski lekkoatleta, skoczek wzwyż (zm. 2015)
  - Miszal ibn Abd al-Aziz Al Su’ud, saudyjski książę, przedsiębiorca, polityk (zm. 2017)
  - Jerzy Wróblewski, polski teoretyk prawa, wykładowca akademicki (zm. 1990)
- 1927:
  - Malcolm Allison, angielski piłkarz, trener (zm. 2010)
  - Bruno Engelmeier, austriacki piłkarz, bramkarz (zm. 1991)
  - Laurent Fuahea, duchowny katolicki z Wallis i Futuny, biskup (zm. 2011)
  - Paul Volcker, amerykański ekonomista, polityk (zm. 2019)
- 1928:
  - Robert Annis, amerykański piłkarz (zm. 1995)
  - Joyce Hatto, brytyjska pianistka (zm. 2006)
  - Albert Mangelsdorff, niemiecki puzonista jazzowy (zm. 2005)
- 1929:
  - Bob Newhart, amerykański aktor, komik (zm. 2024)
  - Andrijan Nikołajew, rosyjski generał major lotnictwa, kosmonauta (zm. 2004)
  - Mieczysław Stoor, polski aktor (zm. 1973)
- 1930:
  - Danuta Ćirlić-Straszyńska, polska tłumaczka, dziennikarka, publicystka (zm. 2025)
  - Mircea Dobrescu, rumuński bokser (zm. 2015)
  - Ken Naganuma, japoński piłkarz (zm. 2008)
  - Janusz Pelc, polski historyk literatury, wykładowca akademicki (zm. 2005)
- 1931:
  - Rik Boel, belgijski prawnik, samorządowiec, polityk, burmistrz Tienen, minister spraw wewnętrznych (zm. 2020)
  - Wolfgang Demtröder, niemiecki fizyk, wykładowca akademicki
  - Józef Klasa, polski polityk, poseł na Sejm PRL, dyplomata (zm. 2023)
  - Mosze Mizrachi, izraelski reżyser i scenarzysta filmowy (zm. 2018)
  - Amnon Rubinstein, izraelski polityk, minister komunikacji, minister edukacji (zm. 2024)
- 1932: 
  - Simon Achidi Achu, kameruński polityk, minister sprawiedliwości, premier Kamerun (zm. 2021)
  - Carol Lawrence, amerykańska aktorka
- 1933 – Francisco Javier Errázuriz Ossa, chilijski duchowny katolicki, arcybiskup Santiago, kardynał
- 1934:
  - Jurij Afanasjew, rosyjski historyk, polityk (zm. 2015)
  - Paul Josef Cordes, niemiecki duchowny katolicki, biskup pomocniczy Paderbornu, przewodniczący Papieskiej Rady „Cor Unum”, kardynał (zm. 2024)
  - Ronald Inglehart, amerykański politolog, wykładowca akademicki (zm. 2021)
  - Zacarias Kamwenho, angolski duchowny katolicki, arcybiskup Lubango
  - Zbigniew Korpolewski, polski prawnik, aktor, artysta estradowy (zm. 2018)
  - Alejandro Sieveking, chilijski aktor, reżyser teatralny, pisarz (zm. 2020)
- 1935:
  - Barbara Kopyt, polska strzelczyni sportowa
  - Kosie Pretorius, namibijski polityk, publicysta
  - Aki Schmidt, niemiecki piłkarz, trener (zm. 2016)
- 1936:
  - Bill Mazeroski, amerykański baseballista pochodzenia polskiego
  - Andrzej Szypulski, polski pisarz, scenarzysta filmowy (zm. 2011)
  - James Kendrick Williams, amerykański duchowny katolicki, biskup Lexington
- 1937:
  - Antonio Angelillo, argentyńsko-włoski piłkarz, trener (zm. 2018)
  - Billy Eisenberg, amerykański brydżysta (zm. 2025)
  - Zygmunt Flis, polski poeta (zm. 2023)
  - Waldemar Smolarek, polski malarz, grafik (zm. 2010)
- 1938:
  - John Ferguson Sr., kanadyjski hokeista (zm. 2007)
  - Zygmunt Hortmanowicz, polski lekarz, polityk, minister ochrony środowiska, zasobów naturalnych i leśnictwa
  - Horst Hülß, niemiecki piłkarz, trener (zm. 2022)
  - Piotr Lachert, polski kompozytor, pianista, poeta, pedagog (zm. 2018)
- 1939:
  - Stanisław Bąba, polski językoznawca, polonista, frazeolog, wykładowca akademicki (zm. 2014)
  - William Devane, amerykański aktor, reżyser i scenarzysta filmowy
  - Suren Harutiunian, ormiański polityk komunistyczny (zm. 2019)
  - Mark Killilea, irlandzki polityk, eurodeputowany (zm. 2018)
  - George Lazenby, australijski aktor
  - Paul Nihill, brytyjski lekkoatleta, chodziarz (zm. 2020)
  - Andrzej Polkowski, polski tłumacz, pisarz, archeolog (zm. 2019)
  - Clay Regazzoni, szwajcarski kierowca wyścigowy (zm. 2006)
- 1940:
  - Giancarlo Cella, włoski piłkarz, trener
  - Raquel Welch, amerykańska aktorka (zm. 2023)
- 1941:
  - Enrico Beruschi, włoski kabareciarz, aktor, piosenkarz
  - Iwa Młodnicka, polska aktorka (zm. 1997)
  - Waldemar Wojdecki, polski duchowny katolicki, wykładowca akademicki (zm. 2000)
- 1942:
  - Werner Herzog, niemiecki reżyser filmowy, teatralny i operowy, scenarzysta i producent filmowy
  - Francis Leroi, francuski aktor, reżyser, scenarzysta i producent filmowy (zm. 2002)
  - Eugeniusz Geno Małkowski, polski malarz (zm. 2016)
  - Zdzisław Pruss, polski dziennikarz, poeta, satyryk
  - Wacław Strykowski, polski pedagog, dydaktyk, profesor nauk humanistycznych (zm. 2024)
  - Norbert Trelle, niemiecki duchowny katolicki, biskup Hildesheim
  - Teresa Tuszyńska, polska modelka, aktorka (zm. 1997)
- 1943:
  - Mike Barrett, amerykański koszykarz (zm. 2011)
  - Bruce Cumings, amerykański historyk
  - Marianne Jelved, duńska nauczycielka, polityk
  - Łarisa Wiktorowa, rosyjska pływaczka
  - Charles Williams, amerykański koszykarz
- 1944:
  - Barbara Ferries, amerykańska narciarka alpejska
  - Władimir Kurojedow, radziecki i rosyjski admirał floty
  - Jørn Sloth, duński szachista
- 1945:
  - Gérard d’Aboville, francuski wioślarz, podróżnik, polityk
  - Ildikó Bóbis, węgierska florecistka
  - Michał Rybczyński, polski muzykolog, dziennikarz muzyczny (zm. 2011)
  - Al Stewart, brytyjski piosenkarz i muzyk folk rockowy
- 1946:
  - Dennis Dugan, amerykański aktor, reżyser filmowy i telewizyjny
  - Lech Feszler, polski samorządowiec, polityk, senator RP
  - Stanisław Jaworski, polski operator filmowy (zm. 1983)
  - Julius Keye, amerykański koszykarz (zm. 1984)
  - Freddie Mercury, brytyjski muzyk, wokalista, autor tekstów, członek zespołu Queen (zm. 1991)
  - Krzysztof Tyszkiewicz, polski scenograf, kostiumograf (zm. 2005)
- 1947:
  - Adam Biela, polski psycholog, polityk, poseł na Sejm, senator RP i eurodeputowany
  - Domenico Caliandro, włoski duchowny katolicki, arcybiskup Brindisi-Ostuni
  - Mel Collins, brytyjski saksofonista, flecista, kompozytor, członek zespołu King Crimson
  - Jadwiga Damse, polska saneczkarka
  - Jerzy Kędziora, polski rzeźbiarz, medalier
  - Tommy Limby, szwedzki biegacz narciarski (zm. 2008)
  - Buddy Miles, amerykański muzyk, członek zespołów: Electric Flag, The Buddy Miles Express i Band of Gypsys (zm. 2008)
  - Jacek Müldner-Nieckowski, polski rzeźbiarz (zm. 2018)
  - Peter Sichrovsky, austriacki pisarz, dziennikarz, polityk pochodzenia żydowskiego
- 1948:
  - Benita Ferrero-Waldner, austriacka polityk, dyplomatka
  - Sándor Konya-Hamar, rumuński polityk, publicysta pochodzenia węgierskiego
- 1949:
  - Ahn Sook-sun, południowokoreańska śpiewaczka pansori
  - Clem Clempson, brytyjski gitarzysta, członek zespołów Colosseum i Humble Pie
  - Jewgienij Cymbał, ukraiński aktor, reżyser i scenarzysta filmowy
  - Leszek Szopa, polski dziennikarz
  - András Tóth, węgierski piłkarz
- 1950:
  - Julien Andavo Mbia, kongijski duchowny katolicki, biskup Isiro-Niangara (zm. 2024)
  - Máire Geoghegan-Quinn, irlandzka nauczycielka, polityk
  - Anna Lechowicz, polska pedagog specjalny (zm. 2012)
  - Piotr Mierzewski, polski lekarz, działacz opozycji antykomunistycznej, urzędnik państwowy, wiceminister zdrowia (zm. 2023)
  - José Cayetano Parra Novo, gwatemalski duchowny katolicki, biskup pomocniczy Santiago de Guatemala
  - Frank Riggs, amerykański polityk (zm. 2023)
  - David Vunagi, salomoński duchowny anglikański, polityk, gubernator generalny Wysp Salomona (zm. 2025)
- 1951:
  - Vilson Ahmeti, albański polityk, premier Albanii
  - Paul Breitner, niemiecki piłkarz
  - Michael Keaton, amerykański aktor
  - Jurij Kowszow, rosyjski jeździec sportowy
  - Jamie Oldaker, amerykański muzyk rockowy, perkusista i perkusjonista (zm. 2020)
  - Lechosław Woźniczko, polski aktor, piosenkarz, kompozytor (zm. 1980)
- 1952:
  - Christopher Beazley, brytyjski polityk
  - Vidhu Vinod Chopra, indyjski reżyser, producent i scenarzysta filmowy
  - Barbara Dunin-Kęplicz, polska profesor nauk technicznych
  - Edward Mizikowski, polski dziennikarz, poeta, działacz opozycji antykomunistycznej (zm. 2017)
- 1953:
  - Tomasz Garliński, polski koszykarz
  - Eiki Nestor, estoński polityk
  - Herbert Steffny, niemiecki lekkoatleta, maratończyk
- 1954:
  - Per Knut Aaland, norweski biegacz narciarski
  - Robert Droogmans, belgijski kierowca rajdowy
  - Alfredo Fiorini, włoski zakonnik, misjonarz, Sługa Boży (zm. 1992)
  - Hans-Jürgen Gerhardt, niemiecki bobsleista
  - Mikołaj (Hroch), ukraiński biskup prawosławny (zm. 2017)
  - Zygmunt Pacuszka, polski bokser (zm. 1994)
  - Jussi Pajunen, fiński polityk, samorządowiec, burmistrz Helsinek
  - Zdzisław Sławuta, polski piłkarz, trener
  - Barbara Wagner, polska historyk, wykładowczyni akademicka
- 1955:
  - Elżbieta Adamiak, polska piosenkarka, gitarzystka, kompozytorka
  - Marcin Bańbura, polski lekarz weterynarii, wirusolog, wykładowca akademicki
  - Antonio de Blasio, węgierski nauczyciel, samorządowiec, polityk, eurodeputowany
  - Marek Chłodnicki, polski archeolog, muzealnik, wykładowca akademicki
  - Ewa Iżykowska, polska śpiewaczka operowa (sopran i mezzosopran)
  - William Sawe, kenijski lekkoatleta, chodziarz
- 1956:
  - Steve Denton, amerykański tenisista
  - Lawrence Nicasio, belizeński duchowny katolicki, biskup Belize City-Belmopan (zm. 2024)
  - Antonio Páez, hiszpański lekkoatleta, sprinter i średniodystansowiec
- 1957:
  - Zdzisław Adamowicz, polski siatkarz
  - Luís Marques Mendes, portugalski prawnik, samorządowiec, polityk
  - Dariusz Szczubiał, polski koszykarz, trener
- 1958:
  - Lars Danielsson, szwedzki kontrabasista jazzowy
  - Andrej Ďurkovský, słowacki samorządowiec, burmistrz Bratysławy
  - Marian Zych, polski gitarzysta basowy
- 1959:
  - Dorota Lulka, polska aktorka
  - Goran Marić, chorwacki ekonomista, wykładowca akademicki, polityk
  - Waldemar Pawlak, polski polityk, poseł na Sejm, wicepremier i premier RP
  - André Phillips, amerykański lekkoatleta, płotkarz
- 1960:
  - Abdullah Abdullah, afgański polityk, premier Afganistanu
  - Willie Gault, amerykański lekkoatleta, płotkarz
  - Karita Mattila, fińska śpiewaczka operowa (sopran)
  - Alicja Puszka, polska historyk (zm. 2019)
  - Adam Rychliczek, polski samorządowiec, polityk, poseł na Sejm RP
  - Maciej Szelachowski, polski reżyser filmów dokumentalnych
- 1961:
  - Marc-André Hamelin, kanadyjski pianista, kompozytor
  - Sal Solo, brytyjski muzyk, wokalista, producent muzyczny
- 1962:
  - Arsen Fadzajew, uzbecki zapaśnik
  - Piotr Strembicki, polski muzyk, kompozytor
- 1963:
  - Juan Alderete, amerykański basista, członek zespołu The Mars Volta
  - Marco Bonitta, włoski trener siatkarski
  - Taki Inoue, japoński kierowca wyścigowy
  - Mariusz Rutkowski, polski kajakarz
- 1964:
  - Santiago De Wit Guzmán, hiszpański duchowny katolicki, arcybiskup, nuncjusz apostolski
  - Frank Farina, australijski piłkarz, trener
  - Ric Keller, amerykański polityk
  - Siergiej Łoznica, ukraiński reżyser filmowy
  - Liam O’Brien, irlandzki piłkarz
- 1965:
  - David Brabham, australijski kierowca wyścigowy
  - Derby Makinka, zimbabwejski piłkarz (zm. 1993)
- 1966:
  - Jessica Harmsen, brytyjska lekkoatletka, sprinterka
  - Piotr Jedliński, polski polityk, samorządowiec, prezydent Koszalina
  - Milinko Pantić, serbski piłkarz
  - Marek Rojszyk, polski samorządowiec, polityk, poseł na Sejm RP
  - Mariusz Szczygieł, polski dziennikarz, reportażysta, pisarz
- 1967:
  - Robert Kupiecki, polski politolog, dyplomata
  - Kōichi Morishita, japoński lekkoatleta, długodystansowiec
  - Matthias Sammer, niemiecki piłkarz, trener
  - Piotr Sękowski, polski lekkoatleta, długodystansowiec (zm. 2004)
  - Ski King, amerykański piosenkarz, muzyk, autor tekstów pochodzenia niemieckiego
- 1968:
  - Dennis Scott, amerykański koszykarz, komentator telewizyjny
  - Tomás de Teresa, hiszpański lekkoatleta, średniodystansowiec
  - Brad Wilk, amerykański perkusista pochodzenia niemiecko-żydowskiego, członek zespołów: Audioslave, Rage Against the Machine i Prophets of Rage
- 1969:
  - Jaume Collboni, hiszpański polityk, alkad Barcelony
  - Sebastian Edathy, niemiecki polityk pochodzenia indyjskiego
  - Patrice Guers, francuski basista, członek zespołu Rhapsody of Fire
  - Vera Jürgens, niemiecka szachistka pochodzenia bułgarskiego
  - Rúnar Kristinsson, islandzki piłkarz
  - Leonardo Nascimento de Araújo, brazylijski piłkarz
  - Tom Vaughan, brytyjski reżyser filmowy i telewizyjny
  - Piotr Wypych, polski fotograf
  - Dweezil Zappa, amerykański muzyk, kompozytor, wokalista
- 1970:
  - Addis Abebe, etiopski lekkoatleta, długodystansowiec
  - Kim Hye-soo, południowokoreańska aktorka
  - Steve Kmak, amerykański basista, członek zespołu Disturbed
  - Liam Lynch, amerykański muzyk, lalkarz, reżyser
  - Adam Mikołajewski, polski perkusista, członek zespołu Farben Lehre
  - Ernesto Pérez, hiszpański judoka
  - Maher Zdiri, tunezyjski piłkarz
- 1971:
  - Will Hunt, amerykański perkusista, członek zespołu Evanescence
  - Andoni Imaz, hiszpański piłkarz narodowości baskijskiej
  - Dariusz Rogowski, polski ekonomista, urzędnik państwowy
  - Virginija Vingrienė, litewska agronom, polityk
- 1972:
  - Salaheddine Bassir, tunezyjski piłkarz
  - Jacek Borusiński, polski aktor, reżyser filmowy, członek kabaretu Mumio
  - Dirk Copeland, amerykański kolarz szosowy i torowy
  - Clay Ives, amerykański saneczkarz pochodzenia kanadyjskiego
- 1973:
  - Peter Bartoš, słowacki hokeista
  - Serafin (Biełonożko), białoruski biskup prawosławny
  - Paddy Considine, brytyjski aktor, reżyser i scenarzysta filmowy
  - Daria Galant, polska pisarka, poetka, dramaturg, reżyserka
  - Zuzana Kapráliková, słowacka aktorka
  - Michał Korolko, polski prawnik, samorządowiec, wicemarszałek województwa kujawsko-pomorskiego
  - Rose McGowan, amerykańska aktorka
  - Corneliu Papură, rumuński piłkarz
  - Heidi Tjugum, norweska piłkarka ręczna
- 1974: 
  - Małgorzata Kupisz, polska siatkarka
  - Radim Sáblík, czeski piłkarz
- 1975:
  - J.P. Calderon, amerykański siatkarz, model
  - Michał Chorosiński, polski aktor
  - Bartek Papierz, polski gitarzysta, muzyk sesyjny, producent muzyczny
  - Sebastian Piekarek, polski gitarzysta, wokalista, kompozytor, członek zespołu IRA
- 1976:
  - Vadim Boreț, mołdawski piłkarz
  - Pascal Brodnicki, francusko-polski kucharz, prezenter telewizyjny
  - Giorgio Galimberti, włoski tenisista
  - Carice van Houten, holenderska aktorka
  - Joey Kern, amerykański aktor
- 1977:
  - Joseba Etxeberria, hiszpański piłkarz narodowości baskijskiej
  - Tereza Marinowa, bułgarska lekkoatletka, trójskoczkini
  - Nazr Mohammed, amerykański koszykarz
- 1978:
  - Laura Bertram, kanadyjska aktorka
  - Władisław Borisow, rosyjski kolarz szosowy i torowy
  - Numon Hakimow, tadżycki piłkarz
  - Chris Hipkins, nowozelandzki polityk, premier Nowej Zelandii
  - Marcin Pągowski, polski pisarz fantasy
  - Agnieszka Stulgińska, polska kompozytorka
  - Zhang Zhong, chiński szachista
- 1979:
  - John Carew, norweski piłkarz pochodzenia gambijskiego
  - Stacey Dales, kanadyjska koszykarka, komentatorka sportowa
  - Juan Fuenmayor, wenezuelski piłkarz
  - Anna Góra-Klauzińska, polska artystka fotograf
  - Julien Lizeroux, francuski narciarz alpejski
  - Agata Malesińska, polska pisarka, scenarzystka
  - Aleksey Nikolayev, uzbecki piłkarz pochodzenia rosyjskiego
  - Emelie Schepp, szwedzka pisarka
  - Jana Thompson, amerykańska aktorka, modelka
  - Andrij Zaporożec, ukraiński pediatra, piosenkarz
- 1980:
  - Aleksandros Garpozis, cypryjski polityk
  - Marianna Madia, włoska polityk
  - Stefán Magnússon, islandzki piłkarz
- 1981:
  - Daniel Moreno, hiszpański kolarz szosowy
  - Filippo Volandri, włoski tenisista
- 1982:
  - Isabel Benjumea, hiszpańska polityk, eurodeputowana
  - Roko Karanušić, chorwacki tenisista
  - Marián Kello, słowacki piłkarz, bramkarz
  - Irina Sudakowa, rosyjska szachistka
- 1983:
  - Eugen Bopp, niemiecki piłkarz pochodzenia ukraińskiego,
  - Mohamed Seif Elnasr, egipski siatkarz
  - Pablo Granoche, urugwajski piłkarz
  - Priscilla Meirelles de Almeida, brazylijska laureatka konkursów piękności
  - Hideaki Nagai, japoński kombinator norweski
- 1984:
  - Nabila Chihab, marokańska i włoska siatkarka
  - Kaew Fairtex, tajski zawodnik sportów walki
  - Han Song-yi, południowokoreańska siatkarka
  - Erik Huseklepp, norweski piłkarz
  - Wilson Obungu, kenijski piłkarz, bramkarz
  - Julija Peresild, rosyjska aktorka
  - Filip Rada, czeski piłkarz, bramkarz
  - Tom Slingsby, australijski żeglarz sportowy
  - Gō Soeda, japoński tenisista
  - Chris Anker Sørensen, duński kolarz szosowy, komentator telewizyjny (zm. 2021)
  - Annabelle Wallis, brytyjska aktorka
- 1985:
  - Weronika Deresz, polska wioślarka
  - Jan Mazoch, czeski skoczek narciarski
  - Pak Chol-jin, północnokoreański piłkarz
  - Kristi Vangjeli, albański piłkarz
- 1986:
  - Florencia Benítez, argentyńska aktorka, piosenkarka
  - Giovanni Bonini, sanmaryński piłkarz
  - Kris Bright, nowozelandzki piłkarz
  - Tomasz Grzywaczewski, polski dziennikarz, podróżnik
  - Scott Higginbotham, australijski rugbysta
  - Izabela Janachowska-Jabłońska, polska tancerka
  - Aleksandr Riazancew, rosyjski piłkarz
- 1987:
  - Stacie Anaka, kanadyjska zapaśniczka
  - Pierre Casiraghi, członek monakijskiej rodziny książęcej
  - James Dasaolu, brytyjski lekkoatleta, sprinter
  - Wiktor Jędrzejewski, polski piłkarz ręczny
- 1988:
  - Stephen Ahorlu, ghański piłkarz, bramkarz
  - Felipe Caicedo, ekwadorski piłkarz
  - Allyson Carroll, amerykańska snowboardzistka
  - Nuri Şahin, turecki piłkarz
- 1989:
  - Elena Delle Donne, amerykańska koszykarka
  - Asley González, kubański judoka
  - Kat Graham, amerykańska aktorka, piosenkarka, producentka, tancerka, modelka
  - Akiko Kohno, japońska siatkarka
  - Grzegorz Sandomierski, polski piłkarz, bramkarz
  - Craig Smith, amerykański hokeista
  - José Ángel Valdés, hiszpański piłkarz
  - Ben Youngs, angielski rugbysta
- 1990:
  - Oksana Kalasznikowa, gruzińska tenisistka
  - Kim Yu-na, południowokoreańska łyżwiarka figurowa
  - Francesca Segarelli, dominikańska tenisistka
  - Lance Stephenson, amerykański koszykarz
  - Franco Zuculini, argentyński piłkarz
- 1991:
  - Hege Bøkko, norweska łyżwiarka szybka
  - Skandar Keynes, brytyjski aktor, polityk
  - Mikkel Kirkeskov, duński piłkarz
  - Przemysław Pawlicki, polski żużlowiec
  - James Piccoli, kanadyjski kolarz szosowy
  - Mateusz Żaboklicki, polski poeta
- 1992:
  - Jonas B. Andersen, duński żużlowiec
  - Nadja Kampschulte, niemiecka lekkoatletka, skoczkini wzwyż
  - Daimara Lescay, kubańska siatkarka
  - Łukasz Rzepecki, polski samorządowiec, polityk, poseł na Sejm RP
  - Aleksandar Trajkowski, macedoński piłkarz
- 1993:
  - Patrick Bamford, angielski piłkarz pochodzenia irlandzkiego
  - Miguel Camargo, panamski piłkarz
  - Malte Gallée, niemiecki polityk, eurodeputowany
  - Gage Golightly, amerykańska aktorka
  - Alfred Gomis, senegalski piłkarz, bramkarz
  - Fiston Abdul Razak, burundyjski piłkarz
  - T.J. Warren, amerykański koszykarz
- 1994:
  - Arturo González, meksykański piłkarz
  - Edward Maova, namibijski piłkarz, bramkarz
  - Gregorio Paltrinieri, włoski pływak
  - Hayley Raso, australijska piłkarka
  - Rabi Taha, egipski piłkarz
  - Haydar Yavuz, turecki zapaśnik
- 1995:
  - Lina Hurtig, szwedzka piłkarka
  - Kavita Lorenz, niemiecka łyżwiarka figurowa
  - Marko Roginić, chorwacki piłkarz
  - Abderrahaman Samba, mauretański i katarski lekkoatleta, sprinter i płotkarz
  - Michał Sikorski, polski aktor
  - Caroline Sunshine, amerykańska aktorka, piosenkarka, tancerka
  - Lucas Wallmark, szwedzki hokeista
  - Anita Katarzyna Wiśniewska, polska poetka
- 1996:
  - Ivo Oliveira, portugalski kolarz torowy i szosowy
  - Sigrid, norweska piosenkarka, autorka tekstów
  - Renata Śliwińska, polska lekkoatletka, miotaczka
  - Richairo Živković, holenderski piłkarz pochodzenia serbskiego
- 1997:
  - Skylar Mays, amerykański koszykarz
  - Endre Strømsheim, norweski biathlonista
  - Minami Watanabe, japońska skoczkini narciarska
- 1998:
  - Caroline Dolehide, amerykańska tenisistka
  - Davion Mitchell, amerykański koszykarz
  - Matteo Rizzo, włoski łyżwiarz figurowy
- 1999:
  - Aleksiej Jerochow, rosyjski łyżwiarz figurowy
  - Fidel de Sousa, mozambicki piłkarz
- 2000:
  - Katarzyna Bagrowska, polska siatkarka
  - Benjamin Ritchie, amerykański narciarz dowolny
  - Anastasija Tatalina, rosyjska narciarka dowolna
- 2001:
  - Matyáš Džavoronok, czeski siatkarz
  - Aleah Nickel, kanadyjska zapaśniczka
  - Bukayo Saka, angielski piłkarz pochodzenia nigeryjskiego
- 2002:
  - Alika, estońska piosenkarka pochodzenia rosyjskiego
  - Alessandra Mele, norwesko-włoska piosenkarka, autorka tekstów
  - Juan David Mosquera, kolumbijski piłkarz
  - Andrij Ponomar, ukraiński kolarz szosowy
- 2004:
  - Aleksandra Mielnicka, polska koszykarka
  - Robin Montgomery, amerykańska tenisistka
- 2006 – Adrian Reid, jamajski piłkarz

## Zmarli
- 75, Han Mingdi, cesarz Chin (ur. 28)
- 590 – Autaris, król Longobardów (ur. ?)
- 1165 – Nijō, cesarz Japonii (ur. 1143)
- 1201 – Konstancja Bretońska, księżna Bretanii (ur. 1161)
- 1233 – Peregryn z Falerone, włoski prawnik, franciszkanin, błogosławiony (ur. ok. 1180)
- 1235 – Henryk I, książę Brabancji (ur. 1165)
- 1311 – Amadej Aba, węgierski możnowładca (ur. ok. 1240)
- 1340 – Gentile z Matelica, włoski franciszkanin, męczennik, błogosławiony (ur. 1290)
- 1439 – Jan I, książę opolski (ur. 1410–13)
- 1481 – Jan I, książę Kleve (ur. 1419)
- 1505 – Raymond Pérault, francuski duchowny katolicki, biskup Gurk, kardynał (ur. 1435)
- 1548 – Katarzyna Parr, królowa Anglii, szósta żona Henryka VIII Tudora (ur. ok. 1512)
- 1569 – Bernardo Tasso, włoski poeta (ur. 1493)
- 1572 – Diego Espinosa Arévalo, hiszpański duchowny katolicki, biskup Sigüenzy, inkwizytor, kardynał (ur. 1502)
- 1581 – Małgorzata, księżniczka wołogoska, księżna sasko-lauenburska (ur. 1553)
- 1588 – Mikołaj Firlej, polski szlachcic, polityk (ur. ok. 1531)
- 1602 – Jan Sprengel, niemiecki pedagog, polityk, burmistrz Elbląga, burgrabia królewski (ur. 1517)
- 1629 – Domenico Allegri, włoski kompozytor (ur. 1585)
- 1631 – Andrzej Rudomina, polski jezuita, misjonarz (ur. 1596)
- 1648 – Atanazy Brzeski, białoruski mnich prawosławny, święty (ur. ok. 1597)
- 1665 – Krzysztof Franciszek Sapieha, polski pułkownik (ur. 1623)
- 1727 – Krystyna Eberhardyna Hohenzollernówna, elektorowa Saksonii, niekoronowana królowa Polski (ur. 1671)
- 1734 – Nicolas Bernier, francuski kompozytor (ur. 1664)
- 1759 – Laurids Lauridsen Thurah, duński architekt (ur. 1706)
- 1797 – Krzysztof Hilary Szembek, polski duchowny katolicki, biskup płocki (ur. 1722)
- 1803:
  - Pierre Choderlos de Laclos, francuski generał, pisarz (ur. 1741)
  - François Devienne, francuski kompozytor (ur. 1759)
- 1807 – Johann Christian Ruberg, niemiecki wynalazca w dziedzinie metalurgii (ur. 1746)
- 1812 – Girolamo della Porta, włoski kardynał (ur. 1746)
- 1814 – Gabriel Gottfried Bredow, niemiecki pedagog (ur. 1773)
- 1824 – Józef Lemański, polski szlachcic, oficer (ur. 1741)
- 1829:
  - Pierre Antoine Daru, francuski finansista, pisarz, polityk (ur. 1767)
  - Charles Stanhope, brytyjski arystokrata, polityk (ur. 1753)
- 1831 – Juliusz Kolberg, polski kartograf, geodeta pochodzenia niemieckiego (ur. 1776)
- 1836:
  - Ferdynand Maria Chotek, czeski hrabia, duchowny katolicki, biskup tarnowski i arcybiskup metropolita ołomuniecki (ur. 1781)
  - Nicolaus Anton Friedreich, niemiecki lekarz (ur. 1761)
- 1837:
  - Józef Boruwłaski, polski karzeł, pamiętnikarz (ur. 1739)
  - Tomasz Święcki, polski prawnik, historyk (ur. 1774)
- 1838:
  - Józef Hoàng Lương Cảnh, wietnamski tercjarz dominikański, męczennik, święty (ur. ok. 1763)
  - Piotr Nguyễn Văn Tự, wietnamski dominikanin, męczennik, święty (ur. ok. 1796)
  - Charles Percier, francuski architekt (ur. 1764)
- 1846 – Charles Metcalfe, brytyjski administrator kolonialny (ur. 1785)
- 1848:
  - Rafał Ber Perl, polski działacz społeczny pochodzenia żydowskiego (ur. ?)
  - Mohammad Szah Kadżar, szach Iranu (ur. 1808)
  - Wasilij Stasow, rosyjski architekt (ur. 1769)
- 1850 – Jakub Gierowski, ukraiński duchowny greckokatolicki, teolog, wykładowca akademicki (ur. 1794)
- 1852 – Ignatz Adler, niemiecki organista, wiolonczelista, dyrygent (ur. 1783)
- 1853 – George Poindexter, amerykański polityk (ur. 1779)
- 1857 – Auguste Comte, francuski filozof (ur. 1798)
- 1858 – Amelia Załuska, polska kompozytorka, malarka, poetka (ur. 1805)
- 1863 – Giuseppe La Farina, włoski rewolucjonista, działacz niepodległościowy, pisarz historyczny (ur. 1815)
- 1865 – Hannah Flagg Gould, amerykańska poetka, pisarka (ur. 1789)
- 1867 – Wilhelm Heski, landgraf Hesji-Kassel (ur. 1787)
- 1871 – Josef Gaisberger, austriacki historyk, archeolog, numizmatyk (ur. 1792)
- 1876 – Manuel Blanco Encalada, chilijski admirał, polityk, prezydent Chile (ur. 1790)
- 1877 – Szalony Koń, wódz Oglalów (ur. 1849)
- 1879 – Camille Doncieux, Francuzka, pierwsza żona Claude’a Moneta (ur. 1847)
- 1885 – Zuo Zongtang, chiński wojskowy, polityk (ur. 1812)
- 1889 – Louis-Victor Sicotte, kabadyjski prawnik, polityk (ur. 1812)
- 1894 – Augusta Webster, brytyjska poetka, eseistka, tłumaczka, feministka (ur. 1837)
- 1895 – Wincenty Jabłoński, polski botanik, entomolog, pedagog (ur. 1824)
- 1896 – Ludwik Spiess, polski farmaceuta, przemysłowiec (ur. 1820)
- 1901 – Ignacij Klemenčič, słoweński fizyk, wykładowca akademicki (ur. 1853)
- 1902 – Rudolf Virchow, niemiecki patolog, antropolog, higienista (ur. 1821)
- 1906 – Ludwig Boltzmann, austriacki fizyk, wykładowca akademicki (ur. 1844)
- 1908 – Władysław Pilat, polski ekonomista, socjolog, wykładowca akademicki (ur. 1857)
- 1910 – Atanazy (Parchomowicz), rosyjski biskup prawosławny pochodzenia ukraińskiego (ur. 1828)
- 1911:
  - Julian Czerkawski, polski lekarz, polityk (ur. 1831)
  - Léopold Flameng, francuski malarz, rytownik, ilustrator (ur. 1831)
- 1914 – Charles Péguy, francuski poeta, dramaturg, publicysta (ur. 1873)
- 1915 – Stanisław Witkiewicz, polski pisarz, malarz, filozof, teoretyk sztuki (ur. 1851)
- 1917:
  - Józef Przebindowski, polski rzeźbiarz, fotograf (ur. 1836)
  - Walther Schwieger, niemiecki oficer marynarki wojennej (ur. 1885)
  - Marian Smoluchowski, polski fizyk, wykładowca akademicki, wspinacz (ur. 1872)
- 1918:
  - Aleksiej Chwostow, rosyjski polityk (ur. 1872)
  - Józef Lutosławski, polski ziemianin, polityk (ur. 1881)
  - Marian Lutosławski, polski przedsiębiorca, wynalazca, mechanik, polityk (ur. 1871)
  - Nikołaj Makłakow, rosyjski polityk (ur. 1871)
  - Gustave Touchard, amerykański tenisista (ur. 1888)
- 1919 – Wasilij Czapajew, radziecki dowódca wojskowy (ur. 1887)
- 1920:
  - Franciszek Podhorski, polski porucznik kawalerii (ur. 1890)
  - Edward Smolarz, polski kapral (ur. 1900)
- 1921:
  - Teodor Dydyński, polski prawnik, wykładowca akademicki (ur. 1836)
  - August Jaderny, polski fotograf (ur. 1869)
  - Józef Mann, polski śpiewak operowy (tenor), prawnik, sędzia (ur. 1883)
- 1922 – Sarah Lockwood Winchester, amerykańska milionerka, okultystka (ur. 1839)
- 1924 – Jan Waygart, polski podpułkownik rezerwy taborów, prawnik, urzędnik ministerialny (ur. 1870)
- 1925 – Bogusław Komornicki, polski porucznik piechoty (ur. 1901)
- 1926 – Karl Harrer, niemiecki dziennikarz sportowy, polityk (ur. 1890)
- 1927:
  - Marcus Loew, amerykański magnat finansowy, pionier przemysłu filmowego pochodzenia żydowskiego (ur. 1870)
  - Piotr Paweł Mystkowski, polski zakonnik, kapelan w czasie powstania styczniowego (ur. 1837)
- 1930:
  - Johann Georg Hagen, austriacki jezuita, astronom (ur. 1847)
  - Carl Panzram, amerykański seryjny morderca, gwałciciel, podpalacz, włamywacz pochodzenia niemieckiego (ur. 1891)
  - Georges de Porto-Riche, francuski dramaturg (ur. 1849)
- 1931 – John Thomson, szkocki piłkarz, bramkarz (ur. 1909)
- 1933:
  - Piotr Baranow, radziecki dowódca wojskowy, polityk (ur. 1892)
  - Abram Golcman, radziecki polityk pochodzenia żydowskiego (ur. 1894)
- 1934 – Joop ter Beek, holenderski piłkarz (ur. 1901)
- 1936 – Augustin Bistrzycki, szwajcarski chemik pochodzenia polskiego (ur. 1862)
- 1937 – David Hendricks Bergey, amerykański bakteriolog (ur. 1860)
- 1939 – Polegli w kampanii wrześniowej:
  - Jan Baliński, polski kapitan pilot (ur. 1909)
  - Stefan Karaszewski, polski plutonowy (ur. 1915)
  - Bohdan Makowski, polski podporucznik obserwator (ur. 1914)
  - Stefan Stanisław Okrzeja, polski porucznik pilot (ur. 1907)
  - Ryszard Szulierz, polski kapral lotnictwa (ur. 1915)
- 1940 – Arnold Bolland, polski chemik, wykładowca akademicki (ur. 1881)
- 1941:
  - Kalle Jalkanen, fiński biegacz narciarski (ur. 1907)
  - Jan Piotr Mrozek, polski działacz narodowy, powstaniec śląski (ur. 1885)
- 1942:
  - Wasyl Bandera, ukraiński działacz niepodległościowy, nacjonalista (ur. 1915)
  - Jan Matuszek, polski instruktor harcerski, działacz konspiracji antyhitlerowskiej (ur. 1917)
- 1943 – Aleš Hrdlička, czeski antropolog fizyczny, patolog (ur. 1869)
- 1944 – Polegli w powstaniu warszawskim:
  - Stefan Bielecki, polski żołnierz AK (ur. 1908)
  - Zofia Dąbrowska, polska łączniczka, żołnierz AK (ur. 1924)
  - Anna Laskowiczówna, polska łączniczka, żołnierz AK (ur. 1926)
  - Henryk Lederman, polski podchorąży, żołnierz AK (ur. ?)
- 1944:
  - Witold Jerzykiewicz, polski plastyk, architekt wnętrz (ur. 1901)
  - Nicolaas Moerloos, belgijski gimnastyk, sztangista (ur. 1900)
  - Feliks Michał Wygrzywalski, polski malarz (ur. 1875)
- 1948 – Zenón Díaz, argentyński piłkarz (ur. 1880)
- 1949 – Ludwik Więcław, polski porucznik, uczestnik podziemia antykomunistycznego (ur. 1908)
- 1950 – Edmund Bartłomiejczyk, polski artysta grafik, wykładowca akademicki (ur. 1885)
- 1951 – Milica Czarnogórska, księżniczka czarnogórska, wielka księżna Rosji (ur. 1866)
- 1953:
  - Richard Walther Darré, niemiecki polityk nazistowski (ur. 1895)
  - Francis Ford, amerykański aktor, reżyser filmowy (ur. 1881)
  - Constantin Levaditi, rumuńsko-francuski lekarz, mikrobiolog (ur. 1874)
- 1954 – Henry Folland, brytyjski konstruktor i przedsiębiorca lotniczy (ur. 1889)
- 1959:
  - Kazimierz Majewski, polski okulista, wykładowca akademicki (ur. 1873)
  - Kazimierz Zarankiewicz, polski matematyk, wykładowca akademicki (ur. 1902)
- 1960 – Ivan Horváth, słowacki pisarz (ur. 1904)
- 1963:
  - Hans Granfelt, szwedzki szpadzista (ur. 1897)
  - Jerzy Pichelski, polski aktor (ur. 1903)
  - Aleksandr Zasiad´ko, radziecki polityk (ur. 1910)
- 1964 – Elizabeth Gurley Flynn, amerykańska działaczka związkowa, feministka (ur. 1890)
- 1965:
  - Thomas Johnston, szkocki polityk (ur. 1881)
  - Bohdan Pniewski, polski architekt (ur. 1897)
- 1966:
  - Dezső Lauber, węgierski wszechstronny sportowiec, działacz sportowy, architekt pochodzenia żydowskiego (ur. 1879)
  - Józef Staszewski, polski geograf, historyk geografii, wykładowca akademicki (ur. 1887)
- 1967 – Władimir Romanowski, radziecki generał pułkownik (ur. 1896)
- 1970:
  - Jochen Rindt, austriacki kierowca wyścigowy (ur. 1942)
  - Walter Schreiber, niemiecki generał, lekarz, zbrodniarz nazistowski (ur. 1893)
  - André Simon, francuski znawca win (ur. 1877)
  - Sándor Tátrai, węgierski piłkarz, trener (ur. 1914)
- 1971:
  - Jan Budzyński, polski aktor (ur. 1899)
  - Ed Gordon, amerykański lekkoatleta, skoczek w dal (ur. 1908)
  - Pan Tianshou, chiński malarz (ur. 1897)
- 1972:
  - Eli’ezer Chalfin, izraelski zapaśnik (ur. 1948)
  - Tadeusz Ważewski, polski matematyk, wykładowca akademicki (ur. 1896)
- 1973:
  - Richard Karger, niemiecki malarz (ur. 1887)
  - Valdemar Rautio, fiński lekkoatleta, trójskoczek (ur. 1921)
- 1974 – Bronisław Wieczorkiewicz, polski językoznawca, polonista, wykładowca akademicki (ur. 1904)
- 1975:
  - Alice Evans, amerykańska mikrobiolog (ur. 1881)
  - Niginho, brazylijski piłkarz, trener (ur. 1912)
- 1976 – Wanda Pełczyńska, polska działaczka społeczna, publicystka, polityk, poseł na Sejm RP (ur. 1894)
- 1977:
  - Jan Maas, holenderski kolarz szosowy i torowy (ur. 1900)
  - Walerian Włodarczyk, polski dziennikarz, filolog, esperantysta (ur. 1931)
- 1978 – Nikodem (Rotow), rosyjski duchowny prawosławny, metropolita leningradzki i nowogrodzki (ur. 1929)
- 1979 – Alberto di Jorio, włoski kardynał (ur. 1884)
- 1982:
  - Douglas Bader, brytyjski pilot wojskowy, as myśliwski (ur. 1910)
  - Janusz Obidowicz, polski aktor, reżyser (ur. 1912)
- 1985:
  - Tibor Csorba, węgierski językoznawca, tłumacz, malarz (ur. 1906)
  - Gerald Dreyer, południowoafrykański bokser (ur. 1929)
  - Bohdan Wroński, polski komandor (ur. 1908)
- 1988 – Gert Fröbe, niemiecki aktor (ur. 1913)
- 1990:
  - Hugh Foot, brytyjski polityk kolonialny (ur. 1907)
  - Iwan Michajłow, bułgarski rewolucjonista, polityk, publicysta i pisarz emigracyjny (ur. 1896)
- 1992:
  - Bohdan Korzeniewski, polski reżyser, historyk i krytyk teatralny (ur. 1905)
  - Fritz Leiber, amerykański pisarz fantasy i science fiction (ur. 1910)
  - László Rajcsányi, węgierski szablista (ur. 1907)
- 1993 – Julian Siemionow, rosyjski pisarz (ur. 1931)
- 1994:
  - Szimszon Amicur, izraelski matematyk (ur. 1921)
  - Rudolf Raftl, austriacko-niemiecki piłkarz, bramkarz (ur. 1911)
  - Ike Williams, amerykański bokser (ur. 1923)
- 1995 – Karl Warner, amerykański lekkoatleta, sprinter (ur. 1908)
- 1997:
  - Czesław Bąbiński, polski chemik, polityk, minister budownictwa przemysłowego (ur. 1915)
  - Poul Møller, duński polityk (zm. 1919)
  - Matka Teresa z Kalkuty, albańska zakonnica, misjonarka, laureatka Pokojowej Nagrody Nobla, święta (ur. 1910)
  - Georg Solti, węgiersko-brytyjski dyrygent, pianista pochodzenia żydowskiego (ur. 1912)
- 1998:
  - Fernando Balzaretti, meksykański aktor (ur. 1946)
  - Leo Penn, amerykański reżyser filmowy (ur. 1921)
- 1999:
  - Ivor Roberts, brytyjski aktor, lektor (ur. 1925)
  - Zdzisław Szymański, polski fizyk teoretyczny (ur. 1926)
- 2000:
  - Tomasz Hofmokl, polski fizyk (ur. 1936)
  - Stanisław Rychlicki, polski aktor (ur. 1926)
- 2002 – David Todd Wilkinson, amerykański kosmolog (ur. 1935)
- 2003:
  - Kir Bułyczow, rosyjski pisarz science fiction (ur. 1934)
  - Gisele MacKenzie, amerykańska wokalistka, aktorka (ur. 1927)
  - Krzysztof Olewnik, polski przedsiębiorca (ur. 1976)
- 2004 – Pedro Listur, urugwajski lekkoatleta, skoczek wzwyż (ur. 1922)
- 2005 – Heinz Melkus, niemiecki kierowca wyścigowy, konstruktor samochodów wyścigowych (ur. 1928)
- 2007:
  - Paul Gillmor, amerykański polityk (ur. 1939)
  - Hubert Pala, polski piłkarz (ur. 1933)
- 2008:
  - Luis Santibáñez, chilijski trener piłkarski (ur. 1936)
  - Evan Tanner, amerykański zawodnik mieszanych sztuk walki (MMA) (ur. 1971)
- 2009:
  - Mike Alexander, brytyjski basista, członek zespołu Evile (ur. 1977)
  - Jan Ziółek, polski historyk (ur. 1931)
- 2010 – Shōya Tomizawa, japoński motocyklista wyścigowy (ur. 1990)
- 2011:
  - Robert Ballaman, szwajcarski piłkarz (ur. 1926)
  - Charles Dubin, amerykański reżyser filmowy (ur. 1919)
  - Salvatore Licitra, włoski śpiewak operowy (tenor) (ur. 1968)
- 2012:
  - Christian Marin, francuski aktor (ur. 1929)
  - Joe South, amerykański piosenkarz, autor tekstów (ur. 1940)
- 2013 – Rochus Misch, niemiecki sierżant SS, inżynier (ur. 1917)
- 2014 – Krzysztof Wilkus, polski organista, kompozytor, pedagog (ur. 1947)
- 2015:
  - Sergio Ciani, włoski kulturysta, aktor, scenarzysta i producent filmowy (ur. 1935)
  - Zbigniew Ferszt, polski siatkarz (ur. 1960)
  - Setsuko Hara, japońska aktorka (ur. 1920)
  - Patricia Canning Todd, amerykańska tenisistka (ur. 1922)
- 2016:
  - Duane Graveline, amerykański lekarz, astronauta (ur. 1931)
  - Zofia Helwing, polska działaczka środowisk sybirackich (ur. 1925)
  - Marcin Jarnuszkiewicz, polski scenograf, reżyser (ur. 1947)
  - Hugh O’Brian, amerykański aktor (ur. 1925)
  - Phyllis Schlafly, amerykańska polityk, pisarka, publicystka (ur. 1924)
- 2017:
  - Nicolaas Bloembergen, amerykański fizyk, laureat Nagrody Nobla (ur. 1920)
  - Holger Czukay, niemiecki kompozytor, gitarzysta basowy, członek i współzałożyciel zespołu Can (ur. 1938)
- 2018:
  - Rachael Bland, brytyjska dziennikarka, prezenterka radiowa i telewizyjna (ur. 1978)
  - Jerzy Drygalski, polski ekonomista, działacz opozycji antykomunistycznej, wiceminister przekształceń własnościowych (ur. 1948)
  - Beatriz Segall, brazylijska aktorka (ur. 1926)
- 2019:
  - Akitsugu Konno, japoński skoczek narciarski (ur. 1944)
  - Kiran Nagarkar, indyjski pisarz (ur. 1942)
  - Andrzej Polkowski, polski tłumacz, pisarz, archeolog (ur. 1939)
  - Francisco Toledo, meksykański grafik, działacz społeczny (ur. 1940)
- 2020:
  - Žarko Domljan, chorwacki filolog, redaktor, polityk (ur. 1932)
  - Marian Jaworski, polski duchowny katolicki, arcybiskup metropolita lwowski, kardynał (ur. 1926)
  - Jiří Menzel, czeski aktor, reżyser i scenarzysta filmowy (ur. 1938)
  - Malka Ribowska, polska aktorka (ur. 1931)
- 2021:
  - Sarah Harding, brytyjska wokalistka, członkini zespołu Girls Aloud (ur. 1981)
  - Ivan Patzaichin, rumuński kajakarz, kanadyjkarz (ur. 1949)
  - Živko Radišić, bośniacki politolog, polityk, burmistrz Banja Luki, minister obrony, przewodniczący Prezydium Bośni i Hercegowiny (ur. 1937)
- 2022:
  - Hans Eder, niemiecki piłkarz (ur. 1934)
  - Mariella Mehr, szwajcarska poetka, pisarka, dziennikarka (ur. 1947)
  - Jeff Robson, nowozelandzki tenisista, badmintonista (ur. 1926)
- 2023:
  - Albert Azarian, ormiański gimnastyk sportowy (ur. 1929)
  - Adam Exner, kanadyjski duchowny katolicki, arcybiskup Vancouver (ur. 1928)
  - Molly Holzschlag, amerykańska informatyk, programistka, pisarka (ur. 1963)
  - Teresa Stanek, polska działaczka kombatancka i samorządowa, porucznik WP, uczestniczka powstania warszawskiego (ur. 1929)
  - Ivan Šuker, chorwacki ekonomista, polityk, wicepremier, minister finansów (ur. 1957)
- 2024:
  - Rebecca Cheptegei, ugandyjska biegaczka długodystansowa i przełajowa (ur. 1991)
  - Tadeusz Czerwiński, polski przedsiębiorca, dyplomata, urzędnik konsularny, działacz sportowy (ur. 1940)
  - Rich Homie Quan, amerykański raper (ur. 1989)
  - Władysław Słowiński, polski kompozytor, dyrygent i animator życia muzycznego (ur. 1930)